# Atarba (Ischnothrix) tenuissima
Atarba (Ischnothrix) tenuissima is een tweevleugelige uit de familie steltmuggen (Limoniidae). De soort komt voor in het Neotropisch gebied.